# Mazatlán
Mazatlán là một đô thị thuộc bang Sinaloa, México. Năm 2005, dân số của đô thị này là 403888 người.

## Khí hậu
| Dữ liệu khí hậu của Mazatlan (1981–2000) | Dữ liệu khí hậu của Mazatlan (1981–2000) | Dữ liệu khí hậu của Mazatlan (1981–2000) | Dữ liệu khí hậu của Mazatlan (1981–2000) | Dữ liệu khí hậu của Mazatlan (1981–2000) | Dữ liệu khí hậu của Mazatlan (1981–2000) | Dữ liệu khí hậu của Mazatlan (1981–2000) | Dữ liệu khí hậu của Mazatlan (1981–2000) | Dữ liệu khí hậu của Mazatlan (1981–2000) | Dữ liệu khí hậu của Mazatlan (1981–2000) | Dữ liệu khí hậu của Mazatlan (1981–2000) | Dữ liệu khí hậu của Mazatlan (1981–2000) | Dữ liệu khí hậu của Mazatlan (1981–2000) | Dữ liệu khí hậu của Mazatlan (1981–2000) |
| Tháng                                    | 1                                        | 2                                        | 3                                        | 4                                        | 5                                        | 6                                        | 7                                        | 8                                        | 9                                        | 10                                       | 11                                       | 12                                       | Năm                                      |
| ---------------------------------------- | ---------------------------------------- | ---------------------------------------- | ---------------------------------------- | ---------------------------------------- | ---------------------------------------- | ---------------------------------------- | ---------------------------------------- | ---------------------------------------- | ---------------------------------------- | ---------------------------------------- | ---------------------------------------- | ---------------------------------------- | ---------------------------------------- |
| Cao kỉ lục °C (°F)                       | 33.0 (91.4)                              | 35.7 (96.3)                              | 33.0 (91.4)                              | 38.9 (102.0)                             | 33.8 (92.8)                              | 38.1 (100.6)                             | 37.0 (98.6)                              | 36.0 (96.8)                              | 39.0 (102.2)                             | 35.4 (95.7)                              | 35.1 (95.2)                              | 31.4 (88.5)                              | 39.0 (102.2)                             |
| Trung bình ngày tối đa °C (°F)           | 25.4 (77.7)                              | 25.7 (78.3)                              | 26.2 (79.2)                              | 27.8 (82.0)                              | 29.5 (85.1)                              | 32.1 (89.8)                              | 32.8 (91.0)                              | 32.9 (91.2)                              | 32.7 (90.9)                              | 32.2 (90.0)                              | 29.5 (85.1)                              | 26.8 (80.2)                              | 29.5 (85.1)                              |
| Trung bình ngày °C (°F)                  | 20.1 (68.2)                              | 20.4 (68.7)                              | 21.1 (70.0)                              | 22.9 (73.2)                              | 25.4 (77.7)                              | 28.6 (83.5)                              | 29.1 (84.4)                              | 29.1 (84.4)                              | 29.0 (84.2)                              | 27.9 (82.2)                              | 24.5 (76.1)                              | 21.8 (71.2)                              | 25.0 (77.0)                              |
| Tối thiểu trung bình ngày °C (°F)        | 14.9 (58.8)                              | 15.1 (59.2)                              | 16.0 (60.8)                              | 18.1 (64.6)                              | 21.3 (70.3)                              | 25.0 (77.0)                              | 25.5 (77.9)                              | 25.3 (77.5)                              | 25.2 (77.4)                              | 23.6 (74.5)                              | 19.4 (66.9)                              | 16.7 (62.1)                              | 20.5 (68.9)                              |
| Thấp kỉ lục °C (°F)                      | 7.5 (45.5)                               | 9.5 (49.1)                               | 10.4 (50.7)                              | 7.9 (46.2)                               | 12.8 (55.0)                              | 19.0 (66.2)                              | 20.4 (68.7)                              | 14.9 (58.8)                              | 20.3 (68.5)                              | 17.8 (64.0)                              | 12.0 (53.6)                              | 9.3 (48.7)                               | 7.5 (45.5)                               |
| Lượng Giáng thủy trung bình mm (inches)  | 41.9 (1.65)                              | 8.8 (0.35)                               | 2.4 (0.09)                               | 5.2 (0.20)                               | 1.9 (0.07)                               | 20.6 (0.81)                              | 175.8 (6.92)                             | 230.6 (9.08)                             | 174.1 (6.85)                             | 68.5 (2.70)                              | 46.6 (1.83)                              | 25.9 (1.02)                              | 800.2 (31.50)                            |
| Số ngày giáng thủy trung bình (≥ 0.1 mm) | 2.3                                      | 1.0                                      | 0.5                                      | 0.6                                      | 0.1                                      | 2.0                                      | 10.2                                     | 11.0                                     | 10.5                                     | 3.5                                      | 2.1                                      | 2.2                                      | 45.9                                     |
| Độ ẩm tương đối trung bình (%)           | 74                                       | 73                                       | 72                                       | 72                                       | 73                                       | 72                                       | 75                                       | 76                                       | 78                                       | 76                                       | 73                                       | 74                                       | 74                                       |
| Số giờ nắng trung bình tháng             | 215.6                                    | 224.8                                    | 257.3                                    | 255.1                                    | 297.0                                    | 271.5                                    | 223.4                                    | 233.6                                    | 215.3                                    | 248.0                                    | 241.5                                    | 205.7                                    | 2.888,8                                  |
| Nguồn 1: Servicio Meteorológico Nacional |                                          |                                          |                                          |                                          |                                          |                                          |                                          |                                          |                                          |                                          |                                          |                                          |                                          |
| Nguồn 2: NOAA (nắng 1961–1990)           |                                          |                                          |                                          |                                          |                                          |                                          |                                          |                                          |                                          |                                          |                                          |                                          |                                          |